# Race Riot
Pour plus de détails, voir Fiche technique et Distribution.
Race Riot est un court métrage de la série Oswald le lapin chanceux, produit par le studio Walter Lantz Productions pour Universal Pictures et sorti le 2 septembre 1929.

## Fiche technique
- Titre  : Race Riot
- Série : Oswald le lapin chanceux
- Réalisateur : Walter Lantz
- Scénario : Walter Lantz, William Nolan, Tom Palmer
- Animateur : Walter Lantz, William Nolan, Tom Palmer
- Narrateur : Carl Laemmle
- Producteur : Charles Mintz
- Production : Walter Lantz Productions
- Distributeur : Universal Pictures
- Date de sortie : 2 septembre 1929
- Format d'image : Noir et Blanc
- Musique : Bert Fiske
- Langue : anglais
- Pays de production :  États-Unis